# 加斯恩

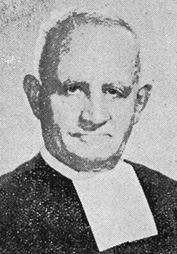
加斯恩修士

加斯恩修士 OBE, FSC （英文：Reverend Brother Brigant Cassian，1889年於法國布列塔尼出生 - 1957年10月31日于香港死亡）是一名香港祭司 及教育工作者。
1889年，加斯恩出生于法国布列塔尼菲尼斯泰尔。
加斯恩在新加坡開始他的傳教生涯，1908年開始在那裡教書。在第一次世界大戰期間，加斯恩曾在凡尔登，索菲亞和塞萨洛尼基的服役步兵。战后他便返回了新加坡的教师岗位。
加斯恩修士於1921年加入聖若瑟書院。加斯恩在聖若瑟書院任教了11年，直到1932年他轉到新创办的喇沙書院任教，並成為喇沙書院的第二任校長。
加斯恩修士也积极参与公共事业。他成立香港教師協會并担任会长三年。加斯恩也是香港學校音樂及朗誦協會的聯合創始人。1954年，加斯恩帮助建立了香港公民協會，並成為協會主席。他也帮助建立了聯合國香港協會，后来成為爭取香港自治的政治團體。
1957年10月31日加斯恩因胃出血死亡，並在香港跑馬地聖邁克爾天主教公墓火化。
為了表彰加斯恩的公共事业，加斯恩曾获颁大英帝國勳章和法國榮譽軍團勳章。